# Къпиново (област Добрич)
 За другото българско село вижте Къпиново (Област Велико Търново).  
Къпиново е село в Североизточна България. То се намира в община Генерал Тошево, област Добрич.

## История
Старото име на селото е било Мелеклер. През 1963 г. се слива с близкото село Светлик.

## Население
Преброяване на населението през 2011 г.
Численост и дял на етническите групи според преброяването на населението през 2011 г.:
|                     | Численост | Дял (в %) |
| Общо                | 203       | 100,00    |
| Българи             | 78        | 38,42     |
| Турци               | 53        | 26,10     |
| Цигани              | 4         | 1,97      |
| Други               | 67        | 33,00     |
| Не се самоопределят | 0         | 0,00      |
| Неотговорили        | 1         | 0,49      |

## Религии
Населението на селото е от българи и татари.